# Southern Gothic

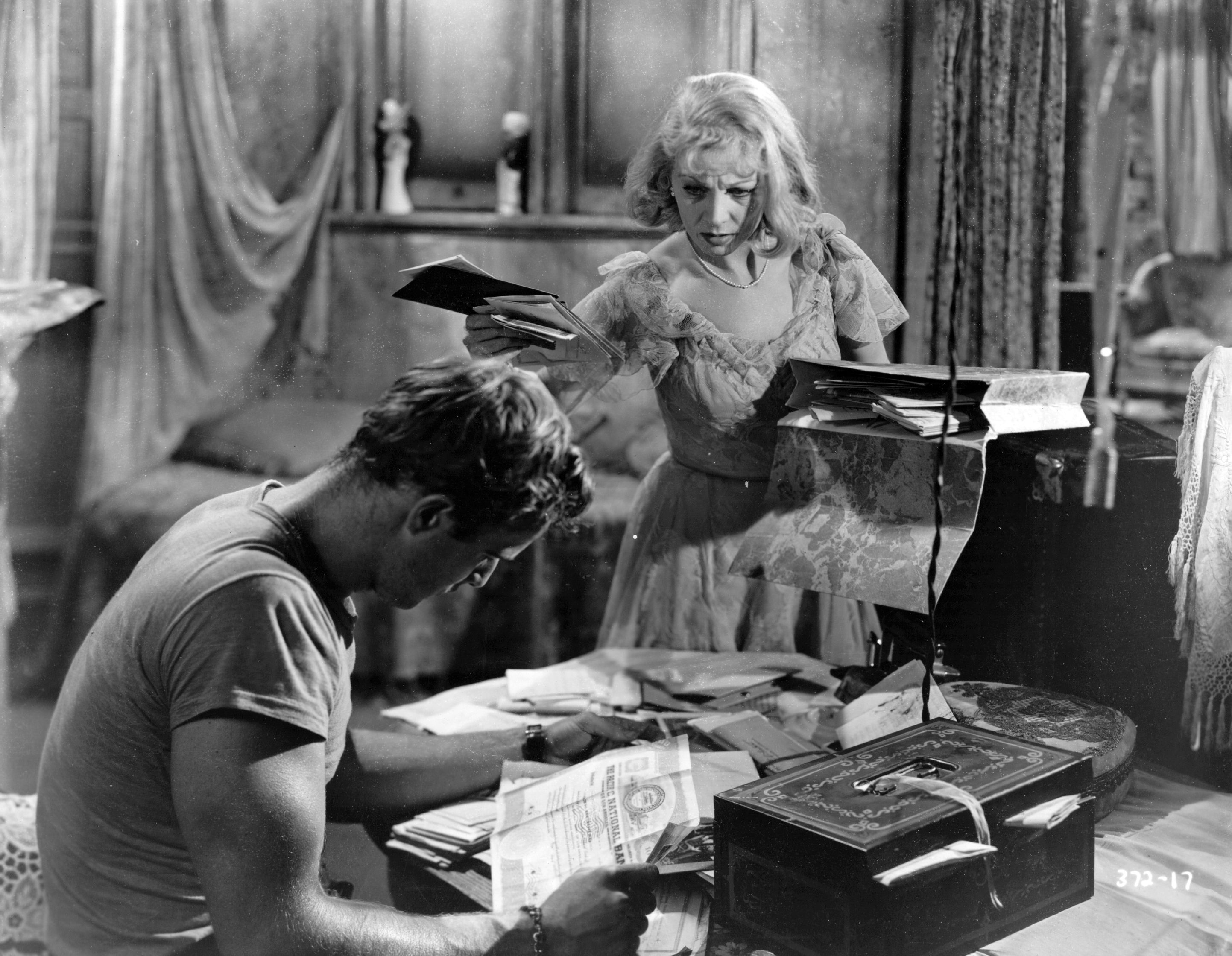
Marlon Brando i Vivien Leigh w filmie Tramwaj zwany pożądaniem (1951), uznawanym za przykład Southern Gothic w filmie.

Southern Gothic – nurt artystyczny w literaturze, muzyce, filmie, teatrze i telewizji, będący odmianą gotycyzmu silnie zakorzenioną w kulturze amerykańskiego Południa. Charakterystycznymi cechami Southern Gothic są opowieści o głęboko wadliwych, niepokojących lub ekscentrycznych postaciach, nierzadko dotkniętych deformacjami fizycznymi bądź szaleństwem; zdegradowane lub opuszczone scenerie oraz groteskowe sytuacje. Typowe dla gatunku są również mroczne wydarzenia wynikające z biedy, wyobcowania, przestępczości, przemocy, zakazanej seksualności czy praktyk magicznych typu hoodoo.

## Charakterystyka
Sceneria dzieł zaliczanych do nurtu Southern Gothic jest charakterystycznie południowa. Wyróżniają je m.in. motywy szaleństwa, rozkładu i rozpaczy, a także ciągła obecność przeszłości w teraźniejszości, szczególnie w kontekście utraconych ideałów wywłaszczonej arystokracji południowej oraz utrzymujących się napięć rasowych. Niewolnictwo i rasizm to jedne z tematów często podejmowanych przez ten nurt. Typowy jest również lęk przed światem zewnętrznym, przemocą, „fascynacją groteską i napięciem pomiędzy realizmem a nadprzyrodzonością”.
Podobnie jak w gotyckim zamku, w Southern Gothic pojawia się motyw rozkładu plantacji w realiach Południa po wojnie secesyjnej.
W literaturze tego nurtu często występują złoczyńcy podszywający się pod niewinnych lub ofiary – motyw ten jest szczególnie obecny w twórczości Flannery O’Connor, m.in. w opowiadaniach Poczciwi wiejscy ludzie oraz Ocalisz życie, może swoje własne, gdzie granica między ofiarą a sprawcą zostaje celowo zatarta.
Southern Gothic w założeniu miał demaskować mit „starego Południa” (Antebellum South), którego narracja o idyllicznej przeszłości maskowała społeczne, rodzinne i rasowe zaprzeczenia oraz konflikty.

## Literatura Southern Gothic
Southern Gothic to nurt literacki wywodzący się z tradycji gotyku angielskiego (Horace Walpole, Ann Radcliffe) i amerykańskiego (Charles Brockden Brown, Edgar Allan Poe), który rozwinął się w literaturze amerykańskiego Południa. Łączy on motywy grozy, dekadencji, przemocy i tajemnicy z lokalnymi realiami społeczno-kulturowymi regionu. W centrum zainteresowania tego nurtu znajdują się zjawiska wyparte lub tłumione: nierówności rasowe, patriarchat, religijny fanatyzm, napięcia klasowe i seksualne tabu, często przybierające formę groteski, obecności duchów, przemocy oraz psychicznego niepokoju. Charakterystyczne elementy Southern Gothic to atmosfera lęku i rozkładu, upiorne miejsca (ruiny, domy plantacyjne), bohaterowie z zaburzeniami psychicznymi i fizycznymi, obsesje seksualne oraz społeczna alienacja. Region amerykańskiego Południa, postrzegany jako miejsce „narodowych represji” (Allison Graham), stanowi naturalne tło dla narracji gotyckich.

### Najważniejsi twórcy
Za najważniejszego przedstawiciela Southern Gothic uznawany jest William Faulkner. Jego fikcyjne hrabstwo Yoknapatawpha to przestrzeń, w której przeszłość nie daje o sobie zapomnieć, a grzechy Południa (niewolnictwo, patriarchat) powracają w formie przemocy i duchowego rozkładu. Opowiadanie Róża dla Emilii  (1930) oraz powieści takie jak Absalomie, Absalomie (1936) czy Wściekłość i wrzask (1929) uchodzą za klasykę gatunku.
Flannery O'Connor, katolicka pisarka z Georgii, łączyła groteskę z tematyką religijną. W opowiadaniach Poczciwi wiejscy ludzie i Trudno o dobrego człowieka przedstawiała zdeformowanych bohaterów i momenty przemiany duchowej osiągane przez przemoc i szok.
Carson McCullers, Tennessee Williams, Eudora Welty i Truman Capote również wnieśli istotny wkład w rozwój Southern Gothic, często portretując outsiderów, osoby queerowe, osoby z niepełnosprawnościami i zmagających się z przemocą psychiczną.

### Afroamerykańska odmiana Southern Gothic
Autorzy afroamerykańscy, tacy jak Richard Wright, Ralph Ellison, Zora Neale Hurston czy Toni Morrison, rozwijali Southern Gothic w kontekście traumy rasowej i niewolnictwa. Morrison w powieści Umiłowana (1987) stworzyła gotycką opowieść o duchu zamordowanego dziecka, która symbolizuje nieprzepracowaną przeszłość niewolnictwa.

### Współczesność gatunku
Współcześnie Southern Gothic w literaturze pozostaje żywym nurtem. Cormac McCarthy w powieściach takich jak Dziecię boże (1974) czy Droga (2006) łączył brutalną estetykę z komentarzem społecznym. Literacki ruch „Rough South” (lub "Grit Lit") skupia twórców portretujących Południe jako przestrzeń degeneracji i przemocy (Larry Brown, Ron Rash, Dorothy Allison). Gatunek poszerza się o nowe perspektywy: queerowe, postkolonialne, migracyjne i transnarodowe.

### Recepcja i badania
Literatura Southern Gothic długo uchodziła za niszową i sensacyjną. Krytycy tacy jak Ellen Glasgow czy Isaac Rosenfeld zarzucali jej przesadę i eksploatację stereotypów o Południu. Przełom przyniosły prace Lesliego Fiedlera (Love and Death in the American Novel, 1960) i późniejsze badania poststrukturalne i postkolonialne, które zwróciły uwagę na krytyczny potencjał gatunku. Współczesne badania, np. antologia Undead Souths (2015), ukazują Southern Gothic jako złożone narzędzie analizy kulturowej Południa, uwzględniające kwestie rasy, płci, traumy i pamięci.

## Muzyka Southern Gothic
Southern Gothic (znane także jako Gothic Americana, Dark Country lub Gothic Country) to gatunek muzyki amerykańskiej, który wywodzi się z połączenia elementów wczesnego jazzu, muzyki gospel, country, americana, rocka gotyckiego oraz post-punku. Charakteryzuje się mroczną tematyką tekstów oraz wyraźnymi powiązaniami z literackim nurtem Southern Gothic. Granice definiujące Gothic Americana mają często więcej wspólnego z kategoriami literackimi niż z tradycyjnymi klasyfikacjami muzycznymi. Utwory reprezentujące ten styl eksplorują motywy ubóstwa, przestępczości, obrazów religijnych, śmierci, duchów, problemów rodzinnych, utraconej miłości, alkoholu, morderstwa, diabła oraz zdrady.
Ważnym przykładem muzyki Southern Gothic jest album Nebraska (1982) Bruce’a Springsteena, inspirowany twórczością Flannery O’Connor. Z kolei alternatywny zespół rockowy R.E.M. ukazał wpływy Southern Gothic na swoim trzecim albumie Fables of the Reconstruction (1985). J.D. Wilkes, lider zespołu Legendary Shack Shakers, opisał Southern Gothic jako „[ujmujące] w ten sposób, że w tradycjach Południa jest coś groteskowego i jednocześnie pięknego, wpisanego w tło życia Południa”. Współczesną artystką czerpiącą z tej estetyki jest Ethel Cain, której muzyka bywa określana mianem „Southern Gothic Pop”; w swojej twórczości porusza ona tematy traumy międzypokoleniowej, chrześcijaństwa, groteskowej przemocy, ubóstwa oraz nadużyć, a jako inspirację często wymienia pisarzy nurtu Southern Gothic, w tym Flannery O’Connor.
Jako przykłady innych wykonawców tworzących nurcie  można wymienić: Johnny Cash, 16 Horsepower, The Builders and the Butchers, DeVotchKa, Wednesday, Slim Cessna's Auto Club, Will Oldham, The Handsome Family, Murder by Death, Iron & Wine, Wovenhand, Adia Victoria, The Bridge City Sinners.

## Southern Gothic w fotografii

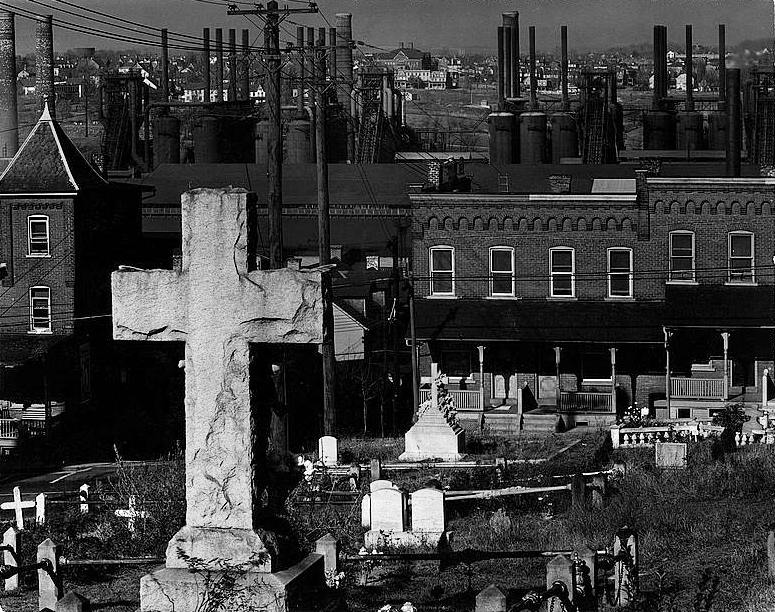
Fotografie Walkera Evansa z okresu Wielkiego kryzysu określane są mianem Southern Gothic.

Fotografie Walkera Evansa, znanego z dokumentowania realiów Wielkiego kryzysu, są postrzegane jako wizualne ucieleśnienie estetyki Southern Gothic. Sam Evans stwierdził: „Rozumiem, dlaczego mieszkańców Południa prześladuje ich własny krajobraz”.
Innym cenionym fotografem związanym z nurtem Southern Gothic był surrealista Clarence John Laughlin, który przez blisko 40 lat dokumentował cmentarze, plantacje i inne opuszczone miejsca na amerykańskim Południu, przede wszystkim w Luizjanie.

## Souther Gothic w filmie
Filmy w nurcie Southern Gothic odwołują się do charakterystycznych elementów literatury południowo-gotyckiej, lecz przenoszą je na język kina, akcentując dekadencki klimat amerykańskiego Południa. Gatunek ten nie koncentruje się na klasycznych motywach gotyku, takich jak wampiry, szaleni naukowcy czy ponure krajobrazy, lecz na mrocznych sekretach rodzinnych, religijnym fanatyzmie oraz wypaczonych relacjach seksualnych, rozgrywających się w dusznej atmosferze amerykańskiego Pasa biblijnego.
Jako przykłady filmów utrzymanych bądź nawiązujących do nurtu Souther Gothic można wymienić: Wróbelki (1926), Moczary (1941), Tramwaj zwany pożądaniem (1951), Noc myśliwego (1955), Dziewczyna z wyspy (1960), Zabić drozda (1962), Nie płacz, Charlotto (1964), Szybki zmierzch (1967), Oszukany (1971), Mądrość krwi (1979), Śmiertelne manewry (1981), Harry Angel (1987), Przylądek strachu (1991), Magia Batistów (1997), Północ w ogrodzie dobra i zła (1997), Ręka Boga (2002), Klucz do koszmaru (2005), Do szpiku kości (2010), Jug face (2013), Na pokuszenie (2017), Diabeł wcielony (2020), Grzesznicy (2025).